# Белаја Гора (Јакутија)
Белаја Гора (рус. Белая Гора, јакут. Үрүҥ хайа) село је и средиште Абијског рејона на североистоку Републике Јакутије у Русији. Белаја Гора се налази на десној обали реке Индигирке, која се улива у Источносибирско море. 
Основана је 1974. године, а 1975. године је награђена као најбоље пројектовано село на Северу.

## Становништво
| 1979. | 1989. | 2002. | 2010. |
| ----- | ----- | ----- | ----- |
| 1.955 | 3.517 | 2.463 | 2.245 |